# Воскресеновка (Восточно-Казахстанская область)
Воскресеновка (каз. Воскресеновка) — упразднённое село в Бородулихинском районе Восточно-Казахстанской области Казахстана. Ликвидировано в 2018 г. Входило в состав Петропавловского сельского округа. Код КАТО — 633877200.

## Население
В 1999 году население села составляло 83 человека (41 мужчина и 42 женщины). По данным переписи 2009 года, в селе проживало 20 человек (10 мужчин и 10 женщин).